# Ancienne gare de l'Est (Berlin)
Pour les articles homonymes, voir Gare de l'Est.
L'ancienne gare de l'Est à Berlin (Alter Ostbahnhof Berlin) est une ancienne gare ferroviaire de Berlin. Ouverte en 1867, elle est fermée en 1882 et son trafic est transféré dans la gare de Silésie (Schlesischer Bahnhof, appelée gare de l'Est depuis 1998).

## Localisation
La gare de l'Est se trouvait dans le quartier de Friedrichshain à l'est de l'ancienne Cüstriner Platz (aujourd'hui Franz-Mehring-Platz). Elle longeait le nord de la Straße Am Ostbahnhof (rue de la gare de l'Est) qui correspond approximativement aujourd'hui au prolongement de la Straße Am Wriezener Bahnhof (rue de la gare de Wriezen). Cette gare se trouvait à peine 400 m au nord de l'actuelle gare de l'Est, anciennement gare de Francfort (Frankfurter Bahnhof) de 1842 à 1881, puis gare de Silésie (Schlesischer Bahnhof) jusqu'en 1950.

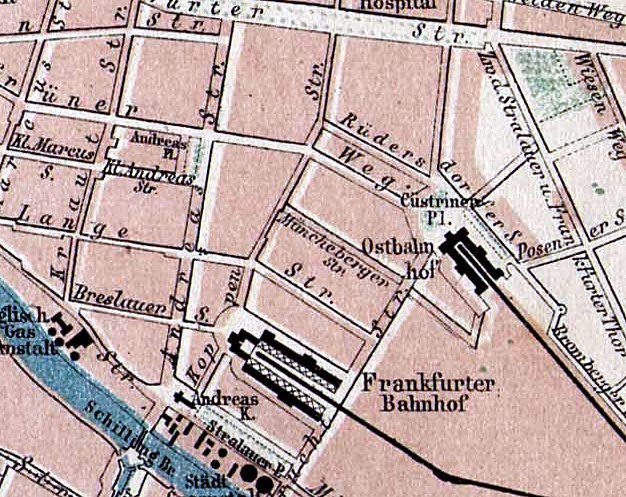
Emplacement des deux gares sur une carte de 1875.
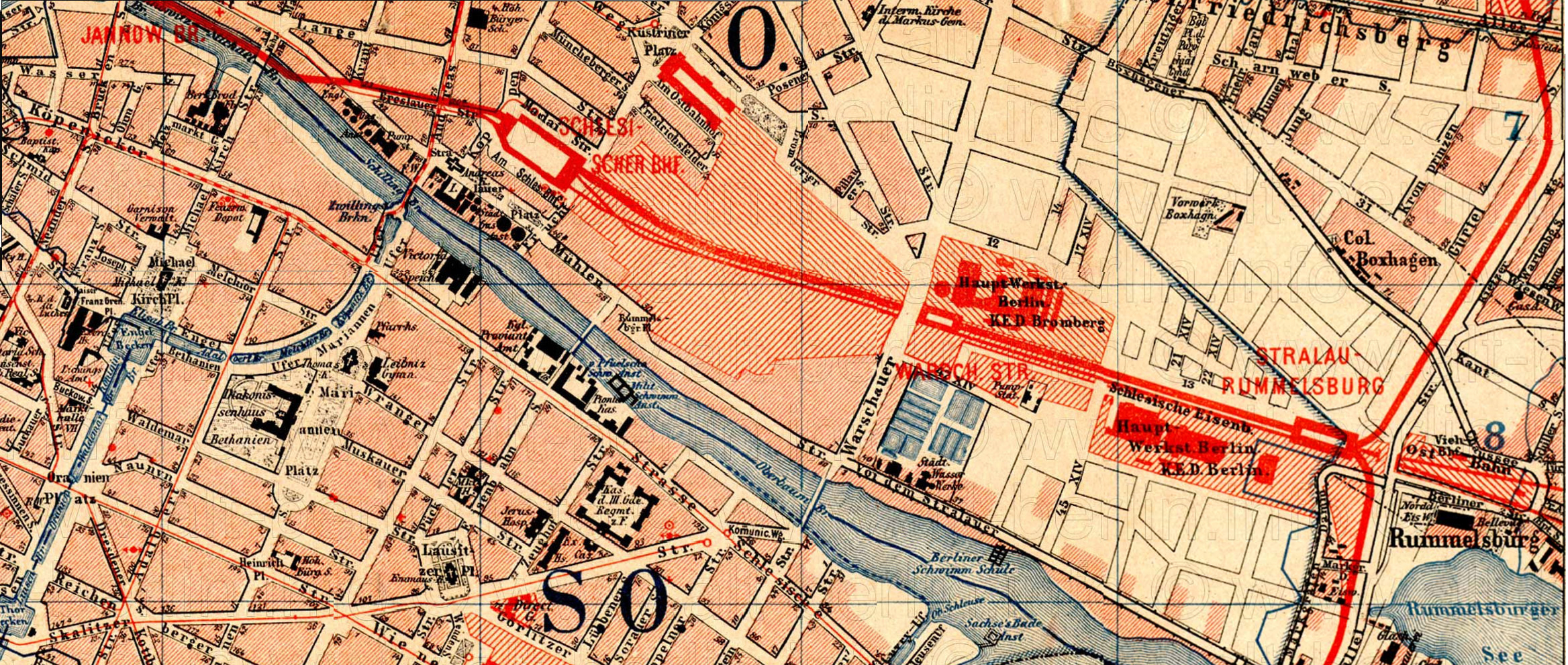
Plan du quartier en 1893 après la fermeture de la gare de l'Est.

## Histoire
La gare est mise en service pour le trafic voyageur en 1867. C'était le point de départ de la ligne de Prusse-Orientale entre Berlin et Eydtkuhnen (aujourd'hui Tchernychevskoïe). Avec l'ouverture du Stadtbahn de Berlin en 1882 qui entraine la transformation de la gare de Silésie en gare de passage, le trafic est transféré dans la gare de Silésie. La halle de la gare de l'Est est fermée et les installations ferroviaires de la Bromberger Straße (aujourd'hui Helsingforser Straße) restent utilisées pour le transport de marchandises. La halle de la gare est utilisée après la fermeture tout d'abord comme entrepôt et par la Croix-Rouge, avant que n'y ouvre finalement le 1er février 1929 le Music-hall Plaza avec un programme international. La salle de théâtre pouvait accueillir 2 940 personnes. La cage de scène de 31 m de haut était l'unique grande transformation qui pouvait être vue de l'extérieur du bâtiment. En 1938, l'organisation national-socialiste Kraft durch Freude reprend le music-hall.
En 1944, la halle est détruite par un bombardement et démolie après la Seconde Guerre mondiale. À son emplacement, est construit le siège de l'édition du quotidien Neues Deutschland.
Quand la gare de Silésie est renommée gare de l'Est en 1950, la gare marchandise de Silésie est renommée gare marchandise de l'Est (Ostgüterbahnhof) et l'ancienne gare marchandises de la ligne de l'Est (Güterbahnhof der Ostbahn) est renommée gare marchandise de Wriezen (Wriezener Güterbahnhof).
La majeure partie des rails des voies ferrées qui ont été enlevées à l'ouest du pont de la Warschauer Straße et le long de la bordure sud de la Helsingforser Straße étaient encore clairement reconnaissables en 2009.

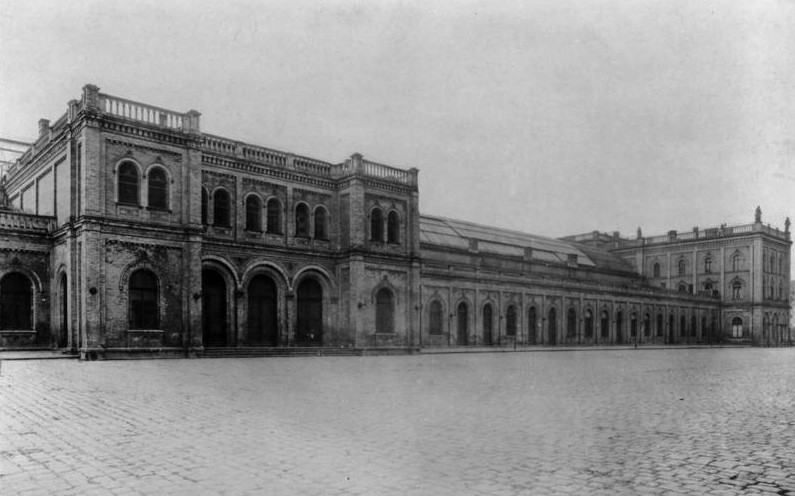
La façade de l'ancienne gare sur la Rüdersdorfer Straße en 1928.
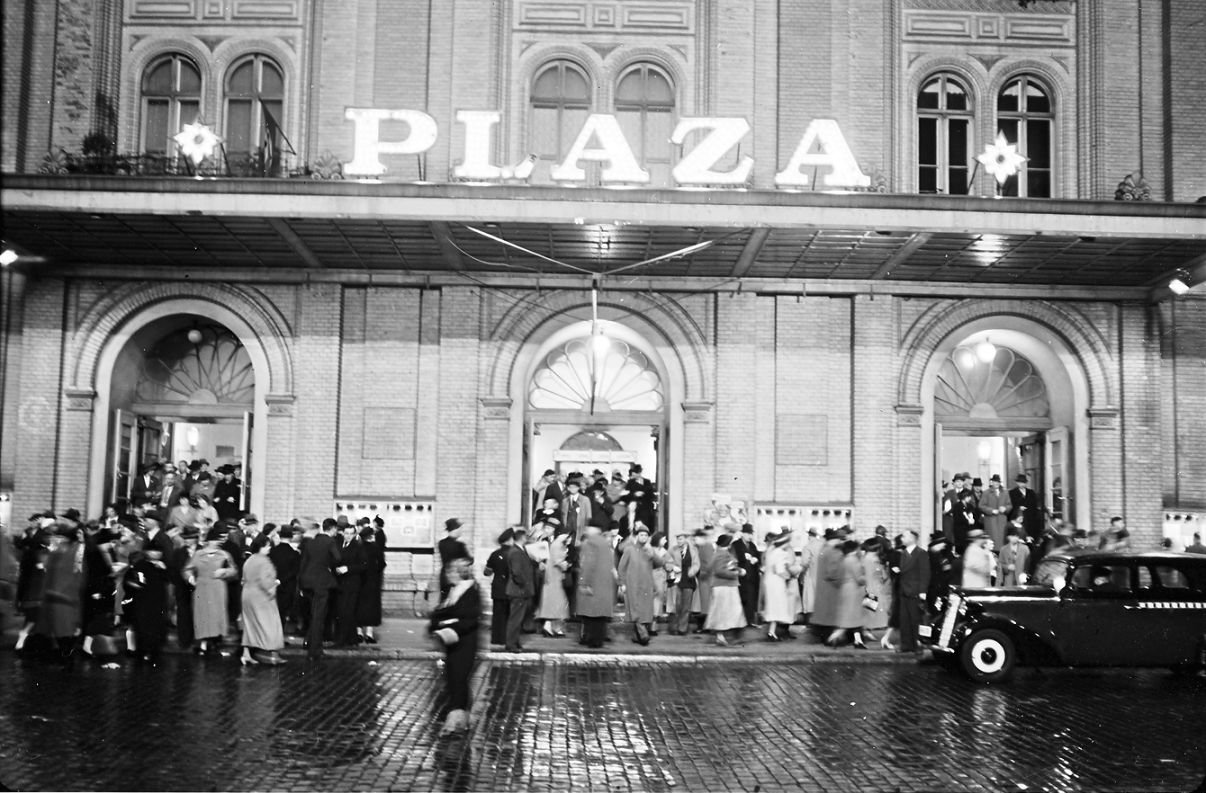
Le portail du Plaza en 1938.
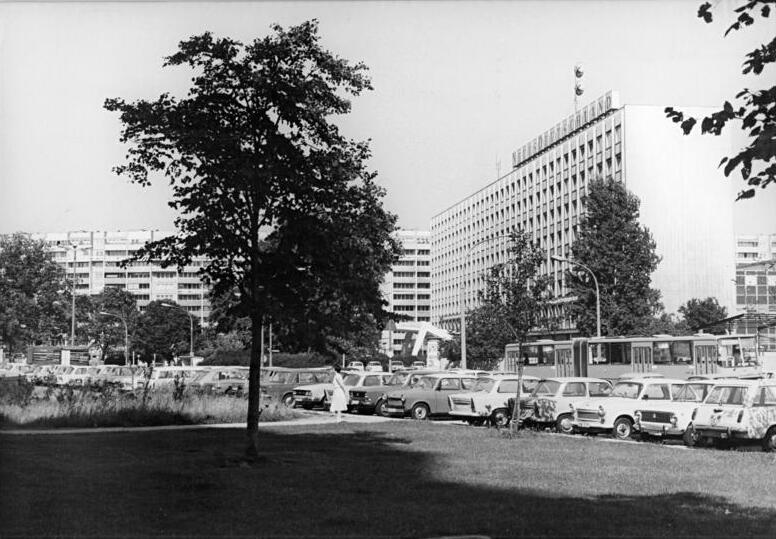
Le siège de Neues Deutschland construit à l'emplacement de la gare, en 1981.

## Traduction
- (de) Cet article est partiellement ou en totalité issu de l’article de Wikipédia en allemand intitulé « Alter Ostbahnhof Berlin » (voir la liste des auteurs).